# 本田正家
本田 正家（ほんだ まさいえ）は、戦国時代から江戸時代初期の武士。

## 生涯
本田氏は中世薩摩国で栄えた武家の一族。正家の祖父親正が関東に移って後北条氏に仕え、所領は父正勝の代で800貫を領した。永禄12年（1569年）父正勝が死去。正家も後北条氏に仕えた。天正18年（1590年）後北条氏が滅ぶと徳川家康に招かれてこれに仕える。
文禄元年（1593年）文禄の役に際して家康が肥前国名護屋城に出張した際にこれに従うが、同地で禁令に逆らった者を上位討ちする労があり、旧領の下総国葛飾郡葛西に450石の加増を受けた。徳川秀忠の代になるとさらに香取郡内に100石を加増される。正家は西福釜松平家の松平親良の娘を妻に迎えており、親良は晩年を本田領の葛西で過ごしたという。
元和4年（1619年）死去。家督は嫡男の正次が継承し、次男の清続も後年旗本に取り立てられている。